# ロス・バーンズ
ロス・バーンズ（Charles Roscoe "Ross" Barnes, 1850年5月8日 - 1915年2月5日）は、アメリカ合衆国ニューヨーク州マウントモリス出身のプロ野球選手（二塁手）。右投げ右打ち。
ナショナルリーグの初代首位打者で、アメリカ合衆国プロ野球草創期を代表する内野手の一人。

## 経歴
バーンズは1868年から1870年まで、アルバート・スポルディングと共にロックフォード・フォレストシティーズでプレーしていたが、1871年にナショナル・アソシエーションのリーグが創設された際、ハリー・ライトの誘いでボストン・レッドストッキングスに入団する。1871年には31試合に出場し、157打数63安打、打率.401を記録、得点66はリーグ最多であった。
1872年には45試合で99安打、打率.430を記録しリーグ首位打者となり、また守備でもリーグ最多となる162の補殺と30の併殺を記録する。翌1873年には60試合で137安打、125得点を挙げ、打率.431で2年連続の首位打者となり、打率も3年連続で4割を超えた。守備では1872年から1875年まで補殺数（二塁手）のリーグ最多を記録、また併殺数も5年間で3度リーグ最多を記録するなど、攻撃、守備面で高い能力を発揮した。
1876年にナショナルリーグが設立された際シカゴ・ホワイトストッキングスに移籍。この年.429の打率でリーグ最初の首位打者となったほか、126得点、138安打、二塁打21、三塁打14と4つの部門でリーグ1位を記録している。また、正式と認められるメジャーリーグ初本塁打を、シンシナティ・レッズ戦で放った。しかしバーンズが驚異的な活躍ができたのはこの年までだった。
翌1877年にバーンズは熱病に犯され、この年の出場は22試合にとどまる。守備や走塁の機敏さは失われ、この年は.272の打率しか残せなかった。1878年にはナショナルリーグを離れてインターナショナルリーグでプレーしたりしていたが、バーンズは復調することはついになかった。1881年にボストンに戻り、同年31歳で選手を引退。バーンズの通算打率は.359にもなるが、「1試合あたり1.4得点」という通算記録は、歴代最高記録として未だ誰にも破られていない。引退後は1890年に、プレイヤーズ・リーグで56試合審判を務めた記録が残っている。1915年に心臓病のためイリノイ州シカゴで死去。

## 詳細情報

### 年度別打撃成績
| 年 度    | 球 団    | 試 合 | 打 席 | 打 数 | 得 点 | 安 打 | 二 塁 打 | 三 塁 打 | 本 塁 打 | 塁 打 | 打 点 | 盗 塁 | 盗 塁 死 | 犠 打 | 犠 飛 | 四 球 | 敬 遠 | 死 球 | 三 振 | 併 殺 打 | 打 率 | 出 塁 率 | 長 打 率 | O P S |
| -------- | -------- | ----- | ----- | ----- | ----- | ----- | -------- | -------- | -------- | ----- | ----- | ----- | -------- | ----- | ----- | ----- | ----- | ----- | ----- | -------- | ----- | -------- | -------- | ----- |
| 1871     | BOS      | 31    | 170   | 157   | 66    | 63    | 10       | 9        | 0        | 91    | 34    | 11    | 6        | --    | --    | 13    | --    | --    | 1     | 1        | .401  | .447     | .580     | 1.027 |
| 1872     | BOS      | 45    | 239   | 230   | 81    | 99    | 28       | 2        | 1        | 134   | 44    | 12    | 2        | --    | --    | 9     | --    | --    | 4     | 3        | .430  | .452     | .583     | 1.034 |
| 1873     | BOS      | 60    | 340   | 320   | 125   | 138   | 31       | 11       | 2        | 197   | 60    | 43    | 6        | --    | --    | 20    | --    | --    | 2     | 1        | .431  | .465     | .616     | 1.080 |
| 1874     | BOS      | 51    | 267   | 259   | 72    | 88    | 12       | 4        | 0        | 108   | 39    | 8     | 7        | --    | --    | 8     | --    | --    | 2     | 1        | .340  | .360     | .417     | .777  |
| 1875     | BOS      | 78    | 400   | 393   | 115   | 143   | 20       | 4        | 1        | 174   | 58    | 29    | 6        | --    | --    | 7     | --    | --    | 3     | 0        | .364  | .375     | .443     | .818  |
| 1876     | CHC      | 66    | 342   | 322   | 126   | 138   | 21       | 14       | 1        | 190   | 59    | --    | --       | --    | --    | 20    | --    | --    | 8     | --       | .429  | .462     | .590     | 1.052 |
| 1877     | CHC      | 22    | 99    | 92    | 16    | 25    | 1        | 0        | 0        | 26    | 5     | --    | --       | --    | --    | 7     | --    | --    | 4     | --       | .272  | .323     | .283     | .606  |
| 1879     | CIN      | 77    | 339   | 323   | 55    | 86    | 9        | 2        | 1        | 102   | 30    | --    | --       | --    | --    | 16    | --    | --    | 25    | --       | .266  | .301     | .316     | .617  |
| 1881     | BSN      | 69    | 311   | 295   | 42    | 80    | 14       | 1        | 0        | 96    | 17    | --    | --       | --    | --    | 16    | --    | --    | 16    | --       | .271  | .309     | .325     | .634  |
| MLB：9年 | MLB：9年 | 499   | 2507  | 2391  | 698   | 860   | 146      | 47       | 6        | 1118  | 346   | *103  | *27      | --    | --    | 116   | --    | --    | 65    | *6       | .360  | .389     | .468     | .857  |

- 各年度の太字はリーグ最高
- 「-」は記録なし
- 通算成績の「*数字」は、不明年度がある事を示す

### タイトル
- 首位打者：3回（1872,1873,1876年）
- 盗塁王：1回(1873年)

### 記録
- ナショナルリーグ史上最初の本塁打を記録（1876年5月2日）
- 3年連続打率4割
- 打率4割：4回（1871年 (.401), 1872年 (.430), 1873年 (.431), 1876年 (.429)）

### 投手成績
- 通算成績：1試合、投球回1.1、0勝0敗、被安打7、被本塁打0、奪三振0、自責点3、防御率20.25